# Svaveltrioxid
Svaveltrioxid, SO3, är ett lättflyktigt ämne vars ångor bidrar till surt regn. Svaveltrioxid och svaveldioxid skapas när man bränner svavel, till exempel svavel som finns i olja. Svaveltrioxid bildas även av att en del av luftens svaveldioxid oxideras, vilket mängdmässigt balanseras av att svaveltrioxid lätt reagerar med vattenmolekyler till svavelsyra. Ren svaveltrioxid är i rumstemperatur antingen fast eller en vätska. Svaveltrioxid kan nämligen kristallisera på tre olika sätt α, β och γ, och de olika kristallformerna har olika smältpunkter.

## Framställning
Industriellt framställs svaveltrioxid genom att ytterligare oxidera svaveldioxid med syrgas vid 400 – 600 °C med vanadinpentoxid eller platina som katalysator.

## Egenskaper
Svaveltrioxid reagerar med vatten och bildar svavelsyra (H2SO4).
{\displaystyle {\rm {SO_{3}+H_{2}O\rightarrow H_{2}SO_{4}}}}
Reaktionen är både exoterm (88 kJ/mol) och vid normalt tryck och temperatur alltför våldsam för att kunna tillämpas i större skala. Vid 340 °C så kan svaveltrioxid, svavelsyra och vattenånga existera i jämvikt.

## Polymerstruktur
Ren svaveltrioxid kondenseras till en trimer med formeln S3O9 som kallas γ-SO3. Denna molekylform är en färglös vätska med smältpunkt 16,8 °C.
Svaveltrioxid som innehåller en liten mängd vatten kan kondenseras vid 27 °C eller mer. Den bildar då långa molekylkedjor med hydroxyl-grupper i ändarna och kallas α-SO3.
Den sista formen, β-SO3, liknar alfa-formen men har lägre smältpunkt (32,5 °C).

## Svaveltrioxid i atmosfären
Den svaveldioxid som finns i luften kan, med hjälp av solens UV-strålning, till en del oxideras till svaveltrioxid. Vid närvaro av vattenånga eller –droppar bildar svaveltrioxiden en svavelsyralösning, som kan falla ner som regn eller snö och därvid bidra till försurningen av mark och vatten.